# Akademia Ikony w Warszawie

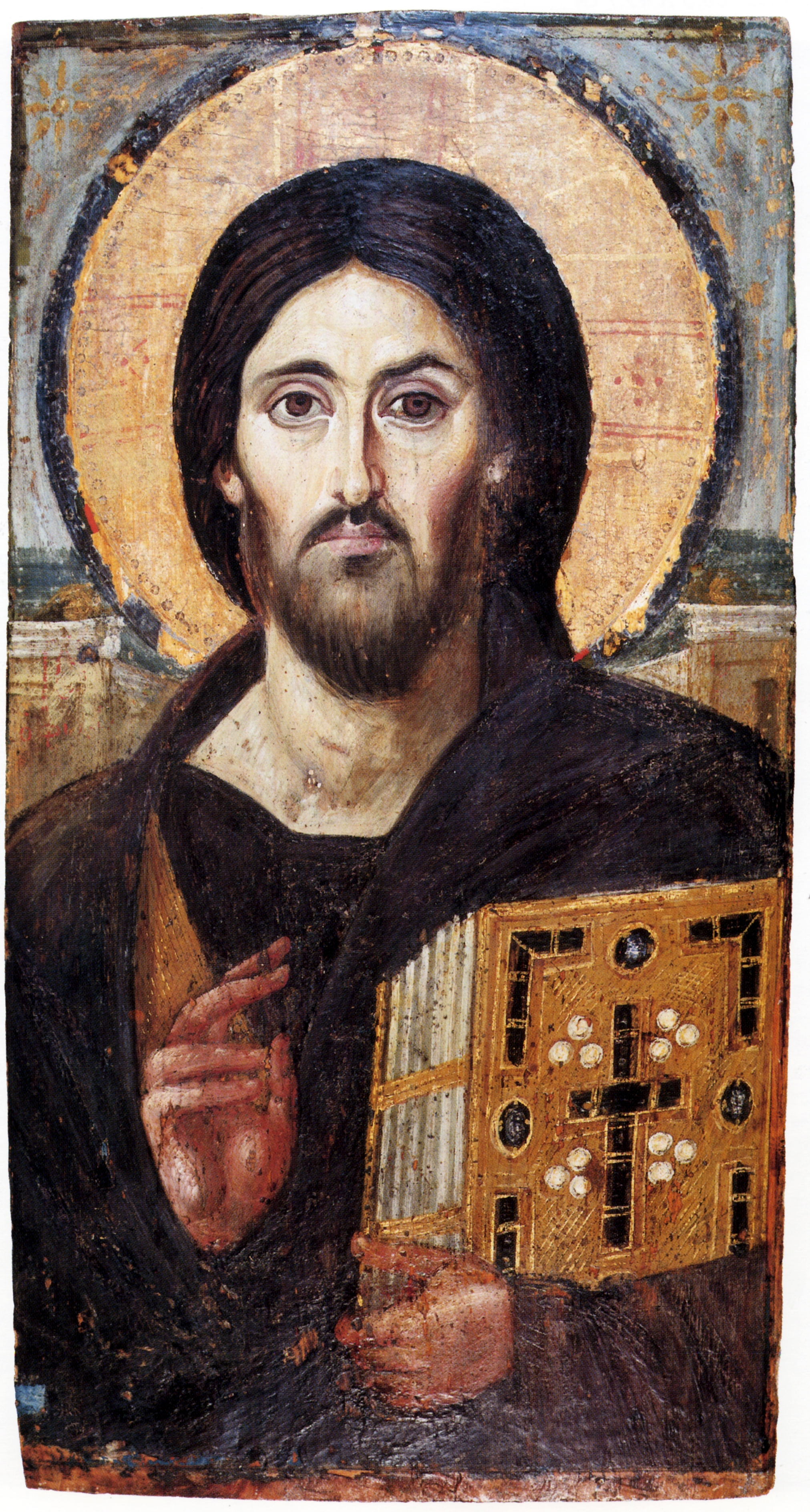
Tradycja pisania ikon wywodzi się z Bizancjum. Na zdjęciu ikona Jezusa Chrystusa Pantokratora.

Akademia Ikony, Studium Ikonograficzne pw. św. Andrzeja Apostoła – nieformalna grupa twórców założona w roku 2012 i prowadzona przez Elżbietę Jackowską-Kurek, ikonografa, trenera i animatora kultury.

## Opis
Akademia Ikony powstała w październiku 2012. Początkowo działała w warszawskim kościele środowisk twórczych św. Andrzeja Apostoła i św. Alberta Chmielowskiego oraz przy Muzeum Ikon w Warszawie. Od czerwca 2015 wszystkie aktywności, cykliczne  wykłady i warsztaty pisania ikon, zostają przeniesione do kościoła środowisk twórczych w Warszawie.  Akademia Ikony skupia tych, którzy chcieliby pogłębić swoją wiedzę na temat świata ikony, sztuki, tradycji i duchowości chrześcijańskiej. Tworzy przestrzeń spotkania teoretyków i praktyków sztuki sakralnej, buduje środowisko twórców.  Akademia Ikony inicjuje i organizuje działania z różnych dziedzin sztuki, takie jak: warsztaty pisania ikon, wykłady, debaty, spotkania, koncerty, wyjazdy studyjne i wystawy ikon w różnych miejscach w Polsce.

## Wykładowcy
Wśród wykładowców Akademii Ikony są między innymi:  ks. dr Henryk Paprocki, szef Redakcji Ekumenicznej Telewizji Polskiej, ks. Grzegorz Michalczyk, krajowy duszpasterz środowisk twórczych, ks. prof. Józef Naumowicz, historyk literatury wczesnochrześcijańskiej, Łukasz Hajduczenia, doktorant Kolegium Artes Liberales UW, ks. dr Piotr Nikolski teolog, Witali Michalczuk, doktorant Instytutu Filozofii UW, dr hab. Ewa Kocój, etnografka, antropolożka kultury,  dr Łukasz Leonkiewicz, filozof i teolog, ks. dr Artur Aleksiejuk, bioetyk, Marcin Bornus Szczyciński, znawca śpiewu tradycyjnego, dr Jerzy Kazimierczak, twórca koncepcji i założyciel Warszawskiej Drogi Świętego Jakuba.